# آلان جيرمان
آلان جيرمان (بالفرنسية: Alain Germain )‏ (و. 1948 – م) هو ممثل، وكاتِب، ومصمم أزياء، من فرنسا.

## وصلات خارجية
- آلان جيرمان على موقع IMDb (الإنجليزية)